# Џеки Џојнер Керси
Џеки Џојнер-Керси (енгл. Jacqueline "Jackie" Joyner-Kersee; Источни Сент Луис, Илиноис, 3. март 1962) је бивша америчка атлетичарка, троструки освајач златне олимпијске медаље. Магазин Sports Illustrated for Women прогласио је Џојнер-Керси за најбољу спортисткињу свих времена. Она је у управном одбору USA Track & Field (U.S.A.T.F.), националног управног тела овог спорта.
Џојнер-Керси је прва жена у историји која је у дисциплини седмобоја остварила више од 7000 бодова, те је и данас (септембар 2015. године) важећи њен светски рекорд од 7.291 бод. Тај је рекорд остварила током такмичења на Олимпијским играма у Сеулу 1988. године где је осим победе у седмобоју освојила злато и у дисциплини скок удаљ. Иако је за такмичарке у седмобоју по природи те дисциплине важно да имају одличне резултате у више дисциплина, Џојнер-Керси се истицала по томе да је у њих неколико спадала у сам светски врх те се комотно могла такмичити са 'специјалистима' тих дисциплина. Уз већ поменути скок удаљ бриљирала је у дисциплинама 100 m препоне те 200 . И у осталим дисциплинама је била довољно добра, па је на тај начин потпуно доминирала седмобојем у годинама свог активног бављења атлетиком.
Током целе каријере борила се с астмом, те је после многих такмичења завршавала и у болници на опоравку. Њена цела породица је потпуно била посвећена атлетици: супруг Боб Керси јој је био тренер, брат Ал Џојнер је олимпијски победник у троскоку, a Алова супруга је била спринтерка Флоренс Грифит Џојнер, вишеструка олимпијска победница и светска рекордерка.
Џојнер-Керси је активан филантроп у областима образовања деце, расној једнакости и правима жена. Она је оснивач Џеки Џојнер-Керси фондације, која подстиче младе људе у Источном Сент Луису да се баве атлетиком и академским делатностима. Џеки је сарађивала је са предузећем Комкаст на креирању програма Интернет Есеншалс 2011. године, који омогућава брзи приступ интернету Американцима са ниским примањима.

## Рани живот
Џеклин Џојнер је рођена 3. марта 1962. у Источном Сент Луису, Илиноис, а име је добила по Џеклин Кенеди, својевременој првој дами Сједињених Држава. Као средњошколска атлетичарка у средњој школи Источни Ст. Луис Линколн, квалификовала се за финале у скоку у даљ на Олимпијским играма 1980. године, завршивши на 8. месту иза друге средњошколке, Карол Луис. Она је била инспирисана да се такмичи у мултидисциплинарним атлетским натицањима након што је видела филм о Бејб Дидриксон Захаријас. Дидриксон, атлетичарка, кошаркашица и професионална играчица голфа, изабрана је за „Највећу спортисткињу прве половине 20. века. Петнаест година касније, магазин Sports Illustrated for Women прогласио је Џеки-Керси за највећу спортисткињу свих времена, непосредно испред Захаријасове.

### UCLA
Џеки Џојнер је похађала колеџ на Калифорнијском универзитету у Лос Анђелесу (UCLA) где је била активна у атлетици и у женској кошарци од 1980-1985. Она је била стартер на позицији нападача у свакој од своје прве три сезоне (1980–81, 81–82 и 82–83), као и у својој сениорској (петој) години, 1984–1985. Она је носила црвену мајицу током школске 1983–1984. да би се концентрисала на седмобој за Летње олимпијске игре 1984. године.
Џеки је освојила Бродерикову награду (сада Хонда Спортс награда) као најбоља национална универзитетска такмичарка у атлетици 1983. и 1985. године, и награђена је Хонда-Бродерик пехаром, који се додељује најбољој националној студентској атлетичарки.
Она је постигла 1.167 поена током своје универзитетске каријере, што ју је пласирало на 19. место свих времена за утакмице Бруинса. Бруинси су се пласирали у полуфинале Западног региона 1985. NCAA женског кошаркашког турнира прве дивизије пре него што су изгубили од Џорџије.
Џеки је одликована 21. фебруара 1998. године као једна од 15 највећих играчица у женској кошарци UCLA. У априлу 2001, Џојнер-Керси је проглашена за „Најбољу женску спортисткињу у последњих 25 година“. Гласање је спроведено међу 976 школа чланица NCAA.

## Резултати и медаље

### Олимпијске игре
- Лос Анђелес 1984.

сребро - седмобој 6.385 
- Сеул 1988.

злато - седмобој 7.291 СР 
злато - скок удаљ 7,40 ОР
- Барселона 1992.

злато - седмобој - 7.044 
бронза - скок удаљ 7,07
- Атланта 1996.

бронза - скок удаљ 7,00

### Светска првенства
- Рим 1987.

злато - седмобој 7.128 
злато - скок удаљ 7,36
- Токио 1991.

злато - скок удаљ 7,32
- Штутгарт 1993.

злато - седмобој 6.837

## Остало
10. Финале ИААФ Гран при Париз 1994.
злато -скок удаљ 7,21

## Светски рекорд
Ово је истовремено и рекорд олимпијских игара.
| Седмобој | 7.291 | Џеки Џојнер-Керси Сједињене Државе | 23.–24. септембар 1988. | ЛОИ 1988. | Сеул, Јужна Кореја |         |
| Седмобој | \| 100м пр. \| Вис \| Кугла \| 200м \| Даљ \| Копље \| 800м \| \| -------- \| ------ \| ------- \| ------- \| ---- \| ----- \| ------- \| \| 12,69 \| 1,86 м \| 15,80 м \| 22,56 м \| 7,27 \| 45,66 \| 2:08,51 \| |                                    |                         |           |                    |         |
| 100м пр. | Вис | Кугла                              | 200м                    | Даљ       | Копље              | 800м    |
| 12,69    | 1,86 м | 15,80 м                            | 22,56 м                 | 7,27      | 45,66              | 2:08,51 |

(још важи 28. септембар 2018)

## Лични рекорди
- 200  22,30, Индијанаполис 15. јул 1970.
- 800  2:08,51, Сеул 24. септембар 1988.
- 100  препоне 12,61, Сан Хозе 28. мај 1988.
- 400  препоне 56,70, Њујорк 22. мај 1993.
- скок увис 1,91, Токио 26. август 1991.
- скок удаљ у дворани 7,49, Сестриере 31. јул 1994.
- скок удаљ 7,49, Њујорк 22. мај 1994.
- кугла 15,30, Токио 26. август 1991.
- седмобој 7291 СР, Сеул 24. септембар 1988.

## Лични живот
Њен је олимпијски шампион у троскоку Ал Џојнер. Он је био ожењен олимпијском атлетском шампионком Флоренс Грифит Џојнер. Џеки се удала за свог тренера, Боба Керсија, 1986. године.
Џојнер-Керси је 1988. године основала Фондацију Џеки Џојнер-Керси, која младима, одраслима и породицама пружа атлетске, академске лекције и ресурсе за побољшање квалитета живота са посебним нагласком на Источном Ст. Лоуису, Илиноис. Године 2007, Џеки Џојнер-Керси је заједно са Андреом Агасијем, Мухамедом Алијем, Ленсом Армстронгом, Вориком Даном, Мијом Хам, Џефом Гордоном, Тонијем Хоком, Андреом Џегером, Мариом Лемијеом, Алонзом Морнингом и Калом Рипкеном млађим основала Атлете за наду, добротворну организацију која помаже професионалним спортистима да се укључе у добротворне сврхе и инспирише милионе неспортиста да волонтирају и подрже заједницу.